# Liste der Mitglieder der Lok Sabha (16. Wahlperiode)
Die Liste der Abgeordneten der Lok Sabha (16. Wahlperiode) enthält die Abgeordneten der 16. Wahlperiode der Lok Sabha, des Unterhauses des indischen Parlamentes. Die 543 Abgeordneten wurden zwischen dem 7. April und 12. Mai 2014 bei der Parlamentswahl in Indien 2014 in Einzelwahlkreisen nach dem relativen Mehrheitswahlrecht gewählt. Bei Ausscheiden eines Abgeordneten wird der Parlamentssitz durch eine Nachwahl neu bestimmt.

## Zusammensetzung
Die 543 Abgeordneten der Lok Sabha gehören 35 verschiedenen Parteien an. Dazu kommen drei unabhängige Abgeordnete. Die mit Abstand größte Partei ist die Bharatiya Janata Party (BJP), die mit 282 Sitzen über eine absolute Mehrheit verfügt.
Unter den Mitgliedern der Lok Sabha sind Frauen deutlich unterrepräsentiert: Nur 61 von 543 Abgeordneten (11 Prozent) sind weiblich. Gleichwohl ist der Frauenanteil der höchste in der Geschichte der Lok Sabha. Nach der indischen Verfassung müssen die Angehörigen niederer Kasten (Scheduled Castes, SC) sowie der Stammesbevölkerung (Scheduled Tribes, ST) entsprechend ihrem Bevölkerungsanteil im Parlament vertreten sein. Daher sind 79 Parlamentssitze (15 Prozent) für SC und 41 Parlamentssitze (8 Prozent) für ST reserviert. Für Angehörige religiöser Minderheiten existieren dagegen keine derartigen Regelungen. Die größte Minderheit, die Muslime, die 13 Prozent der Bevölkerung ausmachen, ist in der Lok Sabha deutlich unterrepräsentiert. Mit nur 22 muslimischen Abgeordneten (4 Prozent) ist der Anteil der Muslime der geringste in der Geschichte der Lok Sabha.
| Partei                                      | Kürzel | Kürzel | Sitze |
| ------------------------------------------- | ------ | ------ | ----- |
| Bharatiya Janata Party                      |        | BJP    | 282   |
| Indischer Nationalkongress                  |        | INC    | 44    |
| All India Anna Dravida Munnetra Kazhagam    |        | AIADMK | 37    |
| All India Trinamool Congress                |        | AITC   | 34    |
| Biju Janata Dal                             |        | BJD    | 20    |
| Shiv Sena                                   |        | SHS    | 18    |
| Telugu Desam Party                          |        | TDP    | 16    |
| Telangana Rashtra Samithi                   |        | TRS    | 11    |
| Communist Party of India (Marxist)          |        | CPI(M) | 9     |
| YSR Congress Party                          |        | YSRCP  | 9     |
| Lok Janshakti Party                         |        | LJP    | 6     |
| Nationalist Congress Party                  |        | NCP    | 6     |
| Samajwadi Party                             |        | SP     | 5     |
| Aam Aadmi Party                             |        | AAP    | 4     |
| Rashtriya Janata Dal                        |        | RJD    | 4     |
| Shiromani Akali Dal                         |        | SAD    | 4     |
| All India United Democratic Front           |        | AIUDF  | 3     |
| Jammu and Kashmir People’s Democratic Party |        | JKPDP  | 3     |
| Rashtriya Lok Samta Party                   |        | RLSP   | 3     |
| Apna Dal                                    |        | AD     | 2     |
| Indian Union Muslim League                  |        | IUML   | 2     |
| Janata Dal (Secular)                        |        | JD(S)  | 2     |
| Janata Dal (United)                         |        | JD(U)  | 2     |
| Indian National Lok Dal                     |        | INLD   | 2     |
| Jharkhand Mukti Morcha                      |        | JMM    | 2     |
| All India Majlis-e-Ittehadul Muslimeen      |        | AIMIM  | 1     |
| All India N. R. Congress                    |        | AINRC  | 1     |
| Communist Party of India                    |        | CPI    | 1     |
| Kerala Congress (M)                         |        | KEC(M) | 1     |
| Naga People’s Front                         |        | NPF    | 1     |
| National People’s Party                     |        | NPP    | 1     |
| Pattali Makkal Katchi                       |        | PMK    | 1     |
| Revolutionary Socialist Party               |        | RSP    | 1     |
| Sikkim Democratic Front                     |        | SDF    | 1     |
| Swabhimani Paksha                           |        | SWP    | 1     |
| Unabhängige                                 |        | unabh. | 3     |

## Liste der Abgeordneten
| Name                              | Partei | Partei | Wahlkreis                  | Reserviert für | Bundesstaat/ Unionsterritorium | Anmerkungen                                                                              |
| --------------------------------- | ------ | ------ | -------------------------- | -------------- | ------------------------------ | ---------------------------------------------------------------------------------------- |
| Shivaji Adhalrao Patil            |        | SHS    | Shirur                     | –              | Maharashtra                    |                                                                                          |
| Deepak Adhikari                   |        | AITC   | Ghatal                     | –              | Westbengalen                   |                                                                                          |
| Dibyendu Adhikari                 |        | AITC   | Tamluk                     | –              | Westbengalen                   | Nachwahl am 19. November 2016.                                                           |
| Sisir Adhikari                    |        | AITC   | Kanthi                     | –              | Westbengalen                   |                                                                                          |
| Suvendu Adhikari                  |        | AITC   | Tamluk                     | –              | Westbengalen                   | Am 28. Mai 2016 zurückgetreten.                                                          |
| Yogi Adityanath                   |        | BJP    | Gorakhpur                  | –              | Uttar Pradesh                  |                                                                                          |
| Anandrao Adsul                    |        | SHS    | Amravati                   | SC             | Maharashtra                    |                                                                                          |
| L. K. Advani                      |        | BJP    | Gandhinagar                | –              | Gujarat                        |                                                                                          |
| Rajendra Agarwal                  |        | BJP    | Meerut                     | –              | Uttar Pradesh                  |                                                                                          |
| E. Ahamed                         |        | IUML   | Malappuram                 | –              | Kerala                         |                                                                                          |
| Hansraj Ahir                      |        | BJP    | Chandrapur                 | –              | Maharashtra                    |                                                                                          |
| Santosh Ahlawat                   |        | BJP    | Jhunjhunu                  | –              | Rajasthan                      |                                                                                          |
| Surendrajeet Singh Ahluwalia      |        | BJP    | Darjeeling                 | –              | Westbengalen                   |                                                                                          |
| Sultan Ahmed                      |        | AITC   | Uluberia                   | –              | Westbengalen                   |                                                                                          |
| Badruddin Ajmal                   |        | AIUDF  | Dhubri                     | –              | Assam                          |                                                                                          |
| Siraj Uddin Ajmal                 |        | AIUDF  | Barpeta                    | –              | Assam                          |                                                                                          |
| Idris Ali                         |        | AITC   | Basirhat                   | –              | Westbengalen                   |                                                                                          |
| Karadi Sanganna Amarappa          |        | BJP    | Koppal                     | –              | Karnataka                      |                                                                                          |
| Suresh Channabasappa Angadi       |        | BJP    | Belgaum                    | –              | Karnataka                      |                                                                                          |
| Anto Antony                       |        | INC    | Pathanamthitta             | –              | Kerala                         |                                                                                          |
| Tariq Anwar                       |        | NCP    | Katihar                    | –              | Bihar                          |                                                                                          |
| A. Anwhaar Raajhaa                |        | AIADMK | Ramanathapuram             | –              | Tamil Nadu                     |                                                                                          |
| A. Arunmozhithevan                |        | AIADMK | Cuddalore                  | –              | Tamil Nadu                     |                                                                                          |
| K. Ashok Kumar                    |        | AIADMK | Krishnagiri                | –              | Tamil Nadu                     |                                                                                          |
| Kirti Azad                        |        | BJP    | Darbhanga                  | –              | Bihar                          |                                                                                          |
| Kambhapati Hari Babu              |        | BJP    | Visakhapatnam              | –              | Andhra Pradesh                 |                                                                                          |
| Pandula Ravindra Babu             |        | TDP    | Amalapuram                 | SC             | Andhra Pradesh                 |                                                                                          |
| Babulal                           |        | BJP    | Fatehpur Sikri             | –              | Uttar Pradesh                  |                                                                                          |
| Harsimrat Kaur Badal              |        | SAD    | Bathinda                   | –              | Punjab                         |                                                                                          |
| Subhash Baheria                   |        | BJP    | Bhilwara                   | –              | Rajasthan                      |                                                                                          |
| Muzaffar Hussain Baig             |        | JKPDP  | Baramulla                  | –              | Jammu und Kashmir              |                                                                                          |
| Ramesh Bais                       |        | BJP    | Raipur                     | –              | Chhattisgarh                   |                                                                                          |
| Thangso Baite                     |        | INC    | Outer Manipur              | ST             | Manipur                        |                                                                                          |
| Subrata Bakshi                    |        | AITC   | Kolkata Dakshin            | –              | Westbengalen                   |                                                                                          |
| Anju Bala                         |        | BJP    | Misrikh                    | SC             | Uttar Pradesh                  |                                                                                          |
| Sanjeev Kumar Balyan              |        | BJP    | Muzaffarnagar              | –              | Uttar Pradesh                  |                                                                                          |
| Sudip Bandyopadhyay               |        | AITC   | Kolkata Uttar              | –              | Westbengalen                   |                                                                                          |
| Abhishek Banerjee                 |        | AITC   | Diamond Harbour            | –              | Westbengalen                   |                                                                                          |
| Kalyan Banerjee                   |        | AITC   | Srerampur                  | –              | Westbengalen                   |                                                                                          |
| Prasun Banerjee                   |        | AITC   | Howrah                     | –              | Westbengalen                   |                                                                                          |
| Sharad Bansode                    |        | BJP    | Solapur                    | SC             | Maharashtra                    |                                                                                          |
| Bijoy Chandra Barman              |        | AITC   | Jalpaiguri                 | SC             | Westbengalen                   |                                                                                          |
| Shrirang Barne                    |        | SHS    | Maval                      | –              | Maharashtra                    |                                                                                          |
| Jasvantsinh Sumanbhai Bhabhor     |        | BJP    | Dahod                      | ST             | Gujarat                        |                                                                                          |
| Bodsingh Bhagat                   |        | BJP    | Balaghat                   | –              | Madhya Pradesh                 |                                                                                          |
| Sudarshan Bhagat                  |        | BJP    | Lohardaga                  | ST             | Jharkhand                      |                                                                                          |
| Subhash Bhamre                    |        | BJP    | Dhule                      | –              | Maharashtra                    |                                                                                          |
| R. K. Bharathi Mohan              |        | AIADMK | Mayiladuthurai             | –              | Tamil Nadu                     |                                                                                          |
| Uma Bharti                        |        | BJP    | Jhansi                     | –              | Uttar Pradesh                  |                                                                                          |
| Kunwar Bhartendra                 |        | BJP    | Bijnor                     | –              | Uttar Pradesh                  |                                                                                          |
| Ranjanben Bhatt                   |        | BJP    | Vadodara                   | –              | Gujarat                        | Nachwahl am 13. September 2014.                                                          |
| Udayanraje Bhonsale               |        | NCP    | Satara                     | –              | Maharashtra                    |                                                                                          |
| Dileepsingh Bhuria                |        | BJP    | Ratlam                     | ST             | Madhya Pradesh                 |                                                                                          |
| Ramesh Bidhuri                    |        | BJP    | South Delhi                | –              | Delhi                          |                                                                                          |
| P. K. Biju                        |        | CPI(M) | Alathur                    | SC             | Kerala                         |                                                                                          |
| Om Birla                          |        | BJP    | Kota                       | –              | Rajasthan                      |                                                                                          |
| Radheshyam Biswas                 |        | AIUDF  | Karimganj                  | SC             | Assam                          |                                                                                          |
| Ravneet Singh Bittu               |        | INC    | Ludhiana                   | –              | Punjab                         |                                                                                          |
| Ramcharan Bohara                  |        | BJP    | Jaipur                     | –              | Rajasthan                      |                                                                                          |
| Vinod Kumar Boinapally            |        | TRS    | Karimnagar                 | –              | Telangana                      |                                                                                          |
| Sugata Bose                       |        | AITC   | Jadavpur                   | –              | Westbengalen                   |                                                                                          |
| Ranjit Singh Brahmpura            |        | SAD    | Khadoor Sahib              | –              | Punjab                         |                                                                                          |
| Bijoya Chakravarty                |        | BJP    | Guwahati                   | –              | Assam                          |                                                                                          |
| Kunwar Pushpendra Singh Chandel   |        | BJP    | Hamirpur                   | –              | Uttar Pradesh                  |                                                                                          |
| Ramesh Chander                    |        | BJP    | Sonipat                    | –              | Haryana                        |                                                                                          |
| Harish Chandra                    |        | BJP    | Basti                      | –              | Uttar Pradesh                  |                                                                                          |
| M. Chandrakasi                    |        | AIADMK | Chidambaram                | SC             | Tamil Nadu                     |                                                                                          |
| B. N. Chandrappa                  |        | INC    | Chitradurga                | SC             | Karnataka                      |                                                                                          |
| Prem Singh Chandumajra            |        | SAD    | Anandpur Sahib             | –              | Punjab                         |                                                                                          |
| Udasi Shivakumar Channabasappa    |        | BJP    | Haveri                     | –              | Karnataka                      |                                                                                          |
| Birendra Kumar Chaudhary          |        | BJP    | Jhanjharpur                | –              | Bihar                          |                                                                                          |
| Haribhai Parthibhai Chaudhary     |        | BJP    | Banaskantha                | –              | Gujarat                        |                                                                                          |
| Santokh Singh Chaudhary           |        | INC    | Jalandhar                  | SC             | Punjab                         |                                                                                          |
| Devusinh Jesingbhai Chauhan       |        | BJP    | Kheda                      | –              | Gujarat                        |                                                                                          |
| Prabhatsinh Pratapsinh Chauhan    |        | BJP    | Panchmahal                 | –              | Gujarat                        |                                                                                          |
| Dushyant Chautala                 |        | INLD   | Hisar                      | –              | Haryana                        |                                                                                          |
| Ashok Chavan                      |        | INC    | Nanded                     | –              | Maharashtra                    |                                                                                          |
| Harishchandra Chavan              |        | BJP    | Dindori                    | ST             | Maharashtra                    |                                                                                          |
| Vinod Lakhamashi Chavda           |        | BJP    | Kachchh                    | SC             | Gujarat                        |                                                                                          |
| Thupstan Chhewang                 |        | BJP    | Ladakh                     | –              | Jammu und Kashmir              |                                                                                          |
| Chhotelal                         |        | BJP    | Robertsganj                | SC             | Uttar Pradesh                  |                                                                                          |
| Ashwini Kumar Choubey             |        | BJP    | Buxar                      | –              | Bihar                          |                                                                                          |
| C. R. Choudhary                   |        | BJP    | Nagaur                     | –              | Rajasthan                      |                                                                                          |
| P. P. Choudhary                   |        | BJP    | Pali                       | –              | Rajasthan                      |                                                                                          |
| Ram Tahal Choudhary               |        | BJP    | Ranchi                     | –              | Jharkhand                      |                                                                                          |
| Jitendra Choudhury                |        | CPI(M) | Tripura East               | ST             | Tripura                        |                                                                                          |
| Nandkumar Singh Chouhan           |        | BJP    | Khandwa                    | –              | Madhya Pradesh                 |                                                                                          |
| Abu Hasem Khan Chowdhury          |        | INC    | Maldaha Dakshin            | –              | Westbengalen                   |                                                                                          |
| Adhir Ranjan Chowdhury            |        | INC    | Baharampur                 | –              | Westbengalen                   |                                                                                          |
| Rajeshbhai Naranbhai Chudasama    |        | BJP    | Junagadh                   | –              | Gujarat                        |                                                                                          |
| Raosaheb Danve                    |        | BJP    | Jalna                      | –              | Maharashtra                    |                                                                                          |
| Vikram Jardosh Darshana           |        | BJP    | Surat                      | –              | Gujarat                        |                                                                                          |
| Sankar Prasad Datta               |        | CPI(M) | Tripura West               | –              | Tripura                        |                                                                                          |
| Bandaru Dattatreya                |        | BJP    | Secunderabad               | –              | Telangana                      |                                                                                          |
| Pasunuri Dayakar                  |        | TRS    | Warangal                   | SC             | Telangana                      | Nachwahl am 21. November 2015.                                                           |
| Ramen Deka                        |        | BJP    | Mangaldoi                  | –              | Assam                          |                                                                                          |
| Ratna De                          |        | AITC   | Hooghly                    | –              | Westbengalen                   |                                                                                          |
| Sushmita Dev                      |        | INC    | Silchar                    | –              | Assam                          |                                                                                          |
| H. D. Deve Gowda                  |        | JD(S)  | Hassan                     | –              | Karnataka                      |                                                                                          |
| Rama Devi                         |        | BJP    | Sheohar                    | –              | Bihar                          |                                                                                          |
| Veena Devi                        |        | LJP    | Munger                     | –              | Bihar                          |                                                                                          |
| Dharambir                         |        | BJP    | Bhiwani-Mahendragarh       | –              | Haryana                        |                                                                                          |
| Sanjay Dhotre                     |        | BJP    | Akola                      | –              | Maharashtra                    |                                                                                          |
| R. Dhruvanarayana                 |        | INC    | Chamarajanagar             | SC             | Karnataka                      |                                                                                          |
| Jyoti Dhurve                      |        | BJP    | Betul                      | ST             | Madhya Pradesh                 |                                                                                          |
| Rajesh Kumar Diwaker              |        | BJP    | Hathras                    | SC             | Uttar Pradesh                  |                                                                                          |
| Ashok Kumar Doharey               |        | BJP    | Etawah                     | SC             | Uttar Pradesh                  |                                                                                          |
| Nishikant Dubey                   |        | BJP    | Godda                      | –              | Jharkhand                      |                                                                                          |
| Satish Chandra Dubey              |        | BJP    | Valmiki Nagar              | –              | Bihar                          |                                                                                          |
| V. Elumalai                       |        | AIADMK | Arani                      | –              | Tamil Nadu                     |                                                                                          |
| Biren Singh Engti                 |        | INC    | Autonomous District        | ST             | Assam                          |                                                                                          |
| Ninong Ering                      |        | INC    | Arunachal East             | ST             | Arunachal Pradesh              |                                                                                          |
| Devajibhai Govindbhai Fatepara    |        | BJP    | Surendranagar              | –              | Gujarat                        |                                                                                          |
| P. C. Gaddigoudar                 |        | BJP    | Bagalkot                   | –              | Karnataka                      |                                                                                          |
| Nitin Gadkari                     |        | BJP    | Nagpur                     | –              | Maharashtra                    |                                                                                          |
| Ravindra Gaikwad                  |        | SHS    | Osmanabad                  | –              | Maharashtra                    |                                                                                          |
| Sunil Gaikwad                     |        | BJP    | Latur                      | SC             | Maharashtra                    |                                                                                          |
| Jayadev Galla                     |        | TDP    | Guntur                     | –              | Andhra Pradesh                 |                                                                                          |
| Dharam Vira Gandhi                |        | AAP    | Patiala                    | –              | Punjab                         |                                                                                          |
| Dilipkumar Gandhi                 |        | BJP    | Ahmadnagar                 | –              | Maharashtra                    |                                                                                          |
| Feroze Varun Gandhi               |        | BJP    | Sultanpur                  | –              | Uttar Pradesh                  |                                                                                          |
| Maneka Gandhi                     |        | BJP    | Pilibhit                   | –              | Uttar Pradesh                  |                                                                                          |
| Rahul Gandhi                      |        | INC    | Amethi                     | –              | Uttar Pradesh                  |                                                                                          |
| Sonia Gandhi                      |        | INC    | Raebareli                  | –              | Uttar Pradesh                  |                                                                                          |
| Santosh Kumar Gangwar             |        | BJP    | Bareilly                   | –              | Uttar Pradesh                  |                                                                                          |
| Heena Gavit                       |        | BJP    | Nandurbar                  | ST             | Maharashtra                    |                                                                                          |
| Bhavana Gawali                    |        | SHS    | Yavatmal-Washim            | –              | Maharashtra                    |                                                                                          |
| Anant Geete                       |        | SHS    | Raigad                     | –              | Maharashtra                    |                                                                                          |
| Kothapalli Geetha                 |        | YSRCP  | Araku                      | ST             | Andhra Pradesh                 |                                                                                          |
| Joice George                      |        | Unabh. | Idukki                     | –              | Kerala                         |                                                                                          |
| Arpita Ghosh                      |        | AITC   | Balurghat                  | –              | Westbengalen                   |                                                                                          |
| Kakali Ghoshdostidar              |        | AITC   | Barasat                    | –              | Westbengalen                   |                                                                                          |
| Sher Singh Ghubaya                |        | SAD    | Firozpur                   | –              | Punjab                         |                                                                                          |
| Laxman Giluwa                     |        | BJP    | Singhbhum                  | ST             | Jharkhand                      |                                                                                          |
| Maheish Girri                     |        | BJP    | East Delhi                 | –              | Delhi                          |                                                                                          |
| Hemant Godse                      |        | SHS    | Nashik                     | –              | Maharashtra                    |                                                                                          |
| Gaurav Gogoi                      |        | INC    | Kaliabor                   | –              | Assam                          |                                                                                          |
| Rajen Gohain                      |        | BJP    | Nowgong                    | –              | Assam                          |                                                                                          |
| K. Gopal                          |        | AIADMK | Nagapattinam               | SC             | Tamil Nadu                     |                                                                                          |
| C. Gopalakrishnan                 |        | AIADMK | Nilgiris                   | SC             | Tamil Nadu                     |                                                                                          |
| R. Gopalakrishnan                 |        | AIADMK | Madurai                    | –              | Tamil Nadu                     |                                                                                          |
| Godam Nagesh                      |        | TRS    | Bhongir                    | –              | Telangana                      |                                                                                          |
| D. V. Sadananda Gowda             |        | BJP    | Bangalore North            | –              | Karnataka                      |                                                                                          |
| Shyama Charan Gupta               |        | BJP    | Allahabad                  | –              | Uttar Pradesh                  |                                                                                          |
| Sudhir Gupta                      |        | BJP    | Mandsour                   | –              | Madhya Pradesh                 |                                                                                          |
| Rama Chandra Hansdah              |        | BJD    | Mayurbhanj                 | ST             | Odisha                         |                                                                                          |
| Vijay Kumar Hansday               |        | JMM    | Rajmahal                   | ST             | Jharkhand                      |                                                                                          |
| Mohammad Asrarul Haque            |        | INC    | Kishanganj                 | –              | Bihar                          |                                                                                          |
| G. Hari                           |        | AIADMK | Arakkonam                  | –              | Tamil Nadu                     |                                                                                          |
| Anupam Hazra                      |        | AITC   | Bolpur                     | SC             | Westbengalen                   |                                                                                          |
| Anantkumar Hegde                  |        | BJP    | Uttara Kannada             | –              | Karnataka                      |                                                                                          |
| Jhina Hikaka                      |        | BJD    | Koraput                    | ST             | Odisha                         |                                                                                          |
| Deepender Singh Hooda             |        | INC    | Rohtak                     | –              | Haryana                        |                                                                                          |
| Prakash Babanna Hukkeri           |        | INC    | Chikkodi                   | –              | Karnataka                      |                                                                                          |
| Innocent                          |        | Unabh. | Chalakudy                  | –              | Kerala                         |                                                                                          |
| Prataprao Jadhav                  |        | SHS    | Buldhana                   | –              | Maharashtra                    |                                                                                          |
| Sanjay Jadhav                     |        | SHS    | Parbhani                   | –              | Maharashtra                    |                                                                                          |
| Sanjay Jaiswal                    |        | BJP    | Paschim Champaran          | –              | Bihar                          |                                                                                          |
| Sanwar Lal Jat                    |        | BJP    | Ajmer                      | –              | Rajasthan                      |                                                                                          |
| Choudhury Mohan Jatua             |        | AITC   | Mathurapur                 | SC             | Westbengalen                   |                                                                                          |
| Sukhbir Singh Jaunapuria          |        | BJP    | Tonk-Sawai Madhopur        | –              | Rajasthan                      |                                                                                          |
| C. N. Jayadevan                   |        | CPI    | Thrissur                   | –              | Kerala                         |                                                                                          |
| J. Jayavardhan                    |        | AIADMK | Chennai South              | –              | Tamil Nadu                     |                                                                                          |
| Rabindra Kumar Jena               |        | BJD    | Balasore                   | –              | Odisha                         |                                                                                          |
| J. Jeyasingh Thiyagaraj Natterjee |        | AIADMK | Thoothukudi                | –              | Tamil Nadu                     |                                                                                          |
| Ramesh Jigajinagi                 |        | BJP    | Bijapur                    | SC             | Karnataka                      |                                                                                          |
| Chandra Prakash Joshi             |        | BJP    | Chittorgarh                | –              | Rajasthan                      |                                                                                          |
| Murli Manohar Joshi               |        | BJP    | Kanpur                     | –              | Uttar Pradesh                  |                                                                                          |
| Pralhad Joshi                     |        | BJP    | Dharwad                    | –              | Karnataka                      |                                                                                          |
| Niranjan Jyoti                    |        | BJP    | Fatehpur                   | –              | Uttar Pradesh                  |                                                                                          |
| Naranbhai Bhikhabhai Kachhadia    |        | BJP    | Amreli                     | –              | Gujarat                        |                                                                                          |
| Choudhary Mahboob Ali Kaiser      |        | LJP    | Khagaria                   | –              | Bihar                          |                                                                                          |
| K. Kamaraj                        |        | AIADMK | Kallakurichi               | –              | Tamil Nadu                     |                                                                                          |
| Shobha Karandlaje                 |        | BJP    | Udupi-Chikmagalur          | –              | Karnataka                      |                                                                                          |
| Tariq Hamed Karra                 |        | JKPDP  | Srinagar                   | –              | Jammu und Kashmir              |                                                                                          |
| P. Karunakaran                    |        | CPI(M) | Kasaragod                  | –              | Kerala                         |                                                                                          |
| Dinesh Kashyap                    |        | BJP    | Bastar                     | ST             | Chhattisgarh                   |                                                                                          |
| Virender Kashyap                  |        | BJP    | Shimla                     | SC             | Himachal Pradesh               |                                                                                          |
| Rahul Kaswan                      |        | BJP    | Churu                      | –              | Rajasthan                      |                                                                                          |
| Rattan Lal Kataria                |        | BJP    | Ambala                     | SC             | Haryana                        |                                                                                          |
| Nalin Kumar Kateel                |        | BJP    | Dakshina Kannada           | –              | Karnataka                      |                                                                                          |
| Ram Shankar Katheria              |        | BJP    | Agra                       | SC             | Uttar Pradesh                  |                                                                                          |
| Kalvakuntla Kavitha               |        | TRS    | Nizamabad                  | –              | Telangana                      |                                                                                          |
| Arka Keshari Deo                  |        | BJD    | Kalahandi                  | –              | Odisha                         |                                                                                          |
| Raksha Khadse                     |        | BJP    | Raver                      | –              | Maharashtra                    |                                                                                          |
| Chandrakant Khaire                |        | SHS    | Aurangabad                 | –              | Maharashtra                    |                                                                                          |
| Harinder Singh Khalsa             |        | AAP    | Fatehgarh Sahib            | SC             | Punjab                         |                                                                                          |
| Badaruddoza Khan                  |        | CPI(M) | Murshidabad                | –              | Westbengalen                   |                                                                                          |
| Saumitra Khan                     |        | AITC   | Bishnupur                  | SC             | Westbengalen                   |                                                                                          |
| Bhuwan Chandra Khanduri           |        | BJP    | Garhwal                    | –              | Uttarakhand                    |                                                                                          |
| Vinod Khanna                      |        | BJP    | Gurdaspur                  | –              | Punjab                         |                                                                                          |
| Mallikarjun Kharge                |        | INC    | Gulbarga                   | SC             | Karnataka                      |                                                                                          |
| Kirron Kher                       |        | BJP    | Chandigarh                 | –              | Chandigarh                     |                                                                                          |
| Bhagwanth Khuba                   |        | BJP    | Bidar                      | –              | Karnataka                      |                                                                                          |
| Rammohan Naidu Kinjarapu          |        | TDP    | Srikakulam                 | –              | Andhra Pradesh                 |                                                                                          |
| Gajanan Kirtikar                  |        | SHS    | Mumbai North West          | –              | Maharashtra                    |                                                                                          |
| Jugal Kishore                     |        | BJP    | Jammu                      | –              | Jammu und Kashmir              |                                                                                          |
| Kaushal Kishore                   |        | BJP    | Mohanlalganj               | SC             | Uttar Pradesh                  |                                                                                          |
| Bhagat Singh Koshyari             |        | BJP    | Nainital-Uddhamsingh Nagar | –              | Uttarakhand                    |                                                                                          |
| Faggan Singh Kulaste              |        | BJP    | Mandla                     | –              | Madhya Pradesh                 |                                                                                          |
| Ajay Kumar                        |        | BJP    | Kheri                      | –              | Uttar Pradesh                  |                                                                                          |
| Ananth Kumar                      |        | BJP    | Bangalore South            | –              | Karnataka                      |                                                                                          |
| Arun Kumar                        |        | RLSP   | Jahanabad                  | –              | Bihar                          |                                                                                          |
| Ashwini Kumar                     |        | BJP    | Karnal                     | –              | Haryana                        |                                                                                          |
| Dharmendra Kumar                  |        | BJP    | Aonla                      | –              | Uttar Pradesh                  |                                                                                          |
| Kaushlendra Kumar                 |        | JD(U)  | Nalanda                    | –              | Bihar                          |                                                                                          |
| Kunwer Sarvesh Kumar              |        | BJP    | Moradabad                  | –              | Uttar Pradesh                  |                                                                                          |
| P. Kumar                          |        | AIADMK | Tiruchirappalli            | –              | Tamil Nadu                     |                                                                                          |
| Santosh Kumar                     |        | JD(U)  | Purnia                     | –              | Bihar                          |                                                                                          |
| Satish Kumar Gautam               |        | BJP    | Aligarh                    | –              | Uttar Pradesh                  |                                                                                          |
| Shanta Kumar                      |        | BJP    | Kangra                     | –              | Himachal Pradesh               |                                                                                          |
| Virendra Kumar                    |        | BJP    | Tikamgarh                  | SC             | Madhya Pradesh                 |                                                                                          |
| Mohanbhai Kalyanjibhai Kundariya  |        | BJP    | Rajkot                     | –              | Gujarat                        |                                                                                          |
| Ravinda Kushawaha                 |        | BJP    | Salempur                   | –              | Uttar Pradesh                  |                                                                                          |
| Upendra Kushwaha                  |        | RLSP   | Karakat                    | –              | Bihar                          |                                                                                          |
| Sakuntala Laguri                  |        | BJD    | Keonjhar                   | ST             | Odisha                         |                                                                                          |
| Raghav Lakhanpal                  |        | BJP    | Saharanpur                 | –              | Uttar Pradesh                  |                                                                                          |
| Meenakshi Lekhi                   |        | BJP    | Neu-Delhi                  | –              | Delhi                          |                                                                                          |
| Sadashiv Lokhande                 |        | SHS    | Shirdi                     | SC             | Maharashtra                    |                                                                                          |
| Poonamben Hematbhai Maadam        |        | BJP    | Jamnagar                   | –              | Gujarat                        |                                                                                          |
| Murali Mohan Maganti              |        | TDP    | Rajahmundry                | –              | Andhra Pradesh                 |                                                                                          |
| Dhananjay Mahadik                 |        | NCP    | Kolhapur                   | –              | Maharashtra                    |                                                                                          |
| Poonam Mahajan                    |        | BJP    | Mumbai North Central       | –              | Maharashtra                    |                                                                                          |
| Sakshi Maharaj                    |        | BJP    | Unnao                      | –              | Uttar Pradesh                  |                                                                                          |
| Sumitra Mahajan                   |        | BJP    | Indore                     | –              | Madhya Pradesh                 |                                                                                          |
| Brartruhari Mahatab               |        | BJD    | Cuttack                    | –              | Odisha                         |                                                                                          |
| Bidyut Baran Mahato               |        | BJP    | Jamshedpur                 | –              | Jharkhand                      |                                                                                          |
| Mriganka Mahato                   |        | AITC   | Purulia                    | –              | Westbengalen                   |                                                                                          |
| C. Mahendran                      |        | AIADMK | Pollachi                   | –              | Tamil Nadu                     |                                                                                          |
| Banshilal Mahto                   |        | BJP    | Korba                      | –              | Chhattisgarh                   |                                                                                          |
| Balbhadra Majhi                   |        | BJD    | Nabarangpur                | ST             | Odisha                         |                                                                                          |
| Hema Malini                       |        | BJP    | Mathura                    | –              | Uttar Pradesh                  |                                                                                          |
| Chintamani Malviya                |        | BJP    | Ujjain                     | SC             | Madhya Pradesh                 |                                                                                          |
| Sreeram Malyadri                  |        | TDP    | Bapatla                    | SC             | Andhra Pradesh                 |                                                                                          |
| Shailesh Kumar Urph Bulo Mandal   |        | RJD    | Bhagalpur                  | –              | Bihar                          |                                                                                          |
| Tapas Mandal                      |        | AITC   | Ranaghat                   | SC             | Westbengalen                   |                                                                                          |
| Jose K. Mani                      |        | KEC(M) | Kottayam                   | –              | Kerala                         |                                                                                          |
| Hari Manjhi                       |        | BJP    | Gaya                       | SC             | Bihar                          |                                                                                          |
| Bhagwant Mann                     |        | AAP    | Sangrur                    | –              | Punjab                         |                                                                                          |
| Kamalbhan Singh Marabi            |        | BJP    | Surguja                    | ST             | Chhattisgarh                   |                                                                                          |
| K. Maragatham                     |        | AIADMK | Kanchipuram                | SC             | Tamil Nadu                     |                                                                                          |
| R. P. Marutharajaa                |        | AIADMK | Perambalur                 | –              | Tamil Nadu                     |                                                                                          |
| Keshav Prasad Maurya              |        | BJP    | Phulpur                    | –              | Uttar Pradesh                  |                                                                                          |
| Arjunlal Meena                    |        | BJP    | Udaipur                    | ST             | Rajasthan                      |                                                                                          |
| Harish Chandra Meena              |        | BJP    | Dausa                      | ST             | Rajasthan                      |                                                                                          |
| Arjun Ram Meghwal                 |        | BJP    | Bikaner                    | SC             | Rajasthan                      |                                                                                          |
| Thokchom Meinya                   |        | INC    | Inner Manipur              | –              | Manipur                        |                                                                                          |
| Anoop Mishra                      |        | BJP    | Morena                     | –              | Madhya Pradesh                 |                                                                                          |
| Bhairon Prasad Mishra             |        | BJP    | Banda                      | –              | Uttar Pradesh                  |                                                                                          |
| Daddan Mishra                     |        | BJP    | Shrawasti                  | –              | Uttar Pradesh                  |                                                                                          |
| Janardan Mishra                   |        | BJP    | Rewa                       | –              | Madhya Pradesh                 |                                                                                          |
| Kalraj Mishra                     |        | BJP    | Deoria                     | –              | Uttar Pradesh                  |                                                                                          |
| Pinaki Misra                      |        | BJD    | Puri                       | –              | Odisha                         |                                                                                          |
| Narendra Modi                     |        | BJP    | Vadodara                   | –              | Gujarat                        | Trat den Sitz nicht an, da er zugleich auch im Wahlkreis Varanasi gewählt worden war.    |
| Narendra Modi                     |        | BJP    | Varanasi                   | –              | Uttar Pradesh                  |                                                                                          |
| M. Veerappa Moily                 |        | INC    | Chikballapur               | –              | Karnataka                      |                                                                                          |
| E. T. Mohammed Basheer            |        | IUML   | Ponnani                    | –              | Kerala                         |                                                                                          |
| P. P. Mohammed Faizal             |        | NCP    | Lakshadweep                | ST             | Lakshadweep                    |                                                                                          |
| P. C. Mohan                       |        | BJP    | Bangalore Central          | –              | Karnataka                      |                                                                                          |
| Sidhant Mohapatra                 |        | BJD    | Berhampur                  | –              | Odisha                         |                                                                                          |
| Vijaysinh Mohite Patil            |        | NCP    | Madha                      | –              | Maharashtra                    |                                                                                          |
| Pratima Mondal                    |        | AITC   | Joynagar                   | SC             | Westbengalen                   |                                                                                          |
| Sunil Kumar Mondal                |        | AITC   | Bardhaman Purba            | SC             | Westbengalen                   |                                                                                          |
| S. P. Muddahanumegowda            |        | INC    | Tumkur                     | –              | Karnataka                      |                                                                                          |
| Mehbooba Mufti                    |        | JKPDP  | Anantnag                   | –              | Jammu und Kashmir              |                                                                                          |
| Abhijit Mukherjee                 |        | INC    | Jangipur                   | –              | Westbengalen                   |                                                                                          |
| Kharia Munda                      |        | BJP    | Khunti                     | ST             | Jharkhand                      |                                                                                          |
| Gopinath Munde                    |        | BJP    | Beed                       | –              | Maharashtra                    | Am 3. Juni 2014 verstorben.                                                              |
| Pritam Munde                      |        | BJP    | Beed                       | –              | Maharashtra                    | Nachwahl am 15. Oktober 2014.                                                            |
| K. H. Muniyappa                   |        | INC    | Kolar                      | SC             | Karnataka                      |                                                                                          |
| Rodmal Nagar                      |        | BJP    | Rajgarh                    | –              | Madhya Pradesh                 |                                                                                          |
| P. Nagarajan                      |        | AIADMK | Coimbatore                 | –              | Tamil Nadu                     |                                                                                          |
| Godam Nagesh                      |        | TRS    | Adilabad                   | ST             | Telangana                      |                                                                                          |
| Azmeera Seetaram Naik             |        | TRS    | Mahbubabad                 | ST             | Telangana                      |                                                                                          |
| Shripad Yesso Naik                |        | BJP    | North Goa                  | –              | Goa                            |                                                                                          |
| Yellaiah Nandi                    |        | INC    | Nagarkurnool               | SC             | Telangana                      |                                                                                          |
| Thota Narasimham                  |        | TDP    | Kakinada                   | –              | Andhra Pradesh                 |                                                                                          |
| Chand Nath                        |        | BJP    | Alwar                      | –              | Rajasthan                      |                                                                                          |
| Kamal Nath                        |        | INC    | Chhindwara                 | –              | Madhya Pradesh                 |                                                                                          |
| B. V. Nayak                       |        | INC    | Raichur                    | ST             | Karnataka                      |                                                                                          |
| Ashok Nete                        |        | BJP    | Gadchiroli-Chimur          | ST             | Maharashtra                    |                                                                                          |
| Nihalchand                        |        | BJP    | Ganganagar                 | SC             | Rajasthan                      |                                                                                          |
| Ajay Nishad                       |        | BJP    | Muzaffarpur                | –              | Bihar                          |                                                                                          |
| Ram Charitra Nishad               |        | BJP    | Machhlishahr               | SC             | Uttar Pradesh                  |                                                                                          |
| Kristappa Nimmala                 |        | TDP    | Hindupur                   | –              | Andhra Pradesh                 |                                                                                          |
| Manshankar Ninama                 |        | BJP    | Banswara                   | ST             | Rajasthan                      |                                                                                          |
| Mausam Noor                       |        | INC    | Maldaha Uttar              | –              | Westbengalen                   |                                                                                          |
| Jual Oram                         |        | BJP    | Sundargarh                 | ST             | Odisha                         |                                                                                          |
| Asaduddin Owaisi                  |        | AIMIM  | Hyderabad                  | –              | Telangana                      |                                                                                          |
| Jagdambika Pal                    |        | BJP    | Domariyaganj               | –              | Uttar Pradesh                  |                                                                                          |
| Krishan Pal                       |        | BJP    | Faridabad                  | –              | Haryana                        |                                                                                          |
| Vincent H. Pala                   |        | INC    | Shillong                   | ST             | Meghalaya                      |                                                                                          |
| Baijayant Panda                   |        | BJD    | Kendrapara                 | –              | Odisha                         |                                                                                          |
| Hari Om Pandey                    |        | BJP    | Ambedkar Nagar             | –              | Uttar Pradesh                  |                                                                                          |
| Mahendra Nath Pandey              |        | BJP    | Chandauli                  | –              | Uttar Pradesh                  |                                                                                          |
| Rajesh Pandey                     |        | BJP    | Kushinagar                 | –              | Uttar Pradesh                  |                                                                                          |
| Ravindra Kumar Pandey             |        | BJP    | Giridih                    | –              | Jharkhand                      |                                                                                          |
| Pankaj                            |        | BJP    | Maharajganj                | –              | Uttar Pradesh                  |                                                                                          |
| V. Pannerselvam                   |        | AIADMK | Salem                      | –              | Tamil Nadu                     |                                                                                          |
| Dalpat Singh Paraste              |        | BJP    | Shahdol                    | ST             | Madhya Pradesh                 | Am 1. Juni 2016 verstorben.                                                              |
| K. Parasuraman                    |        | AIADMK | Thanjavur                  | –              | Tamil Nadu                     |                                                                                          |
| R. Parthipan                      |        | AIADMK | Theni                      | –              | Tamil Nadu                     |                                                                                          |
| Chhedi Paswan                     |        | BJP    | Sasaram                    | SC             | Bihar                          |                                                                                          |
| Chirag Kumar Paswan               |        | LJP    | Jamui                      | SC             | Bihar                          |                                                                                          |
| Kamlesh Paswan                    |        | BJP    | Bansgaon                   | SC             | Uttar Pradesh                  |                                                                                          |
| Ram Chandra Paswan                |        | LJP    | Samastipur                 | SC             | Bihar                          |                                                                                          |
| Ram Vilas Paswan                  |        | LJP    | Hajipur                    | SC             | Bihar                          |                                                                                          |
| Prasanna Kumar Patasani           |        | BJD    | Bhubaneswar                | –              | Odisha                         |                                                                                          |
| Anupriya Singh Patel              |        | AD     | Mirzapur                   | –              | Uttar Pradesh                  |                                                                                          |
| Devji Patel                       |        | BJP    | Jalore                     | –              | Rajasthan                      |                                                                                          |
| Dilip Patel                       |        | BJP    | Anand                      | –              | Gujarat                        |                                                                                          |
| Jayshreeben Kanubhai Patel        |        | BJP    | Mahesana                   | –              | Gujarat                        |                                                                                          |
| K. C. Patel                       |        | BJP    | Valsad                     | ST             | Gujarat                        |                                                                                          |
| Lalubhai Babubhai Patel           |        | BJP    | Daman und Diu              | –              | Daman und Diu                  |                                                                                          |
| Natubhai Gomanbhai Patel          |        | BJP    | Dadra und Nagar Haveli     | ST             | Dadra und Nagar Haveli         |                                                                                          |
| Prahalad Singh Patel              |        | BJP    | Damoh                      | –              | Madhya Pradesh                 |                                                                                          |
| Subhash Patel                     |        | BJP    | Khargone                   | ST             | Madhya Pradesh                 |                                                                                          |
| Riti Pathak                       |        | BJP    | Sidhi                      | –              | Madhya Pradesh                 |                                                                                          |
| A. T. Patil                       |        | BJP    | Jalgaon                    | –              | Maharashtra                    |                                                                                          |
| B. B. Patil                       |        | TRS    | Zahirabad                  | –              | Telangana                      |                                                                                          |
| C. R. Patil                       |        | BJP    | Navsari                    | –              | Gujarat                        |                                                                                          |
| Kapil Patil                       |        | BJP    | Bhiwandi                   | –              | Maharashtra                    |                                                                                          |
| Sanjaykaka Patil                  |        | BJP    | Sangli                     | –              | Maharashtra                    |                                                                                          |
| Kamla Patle                       |        | BJP    | Janjgir-Champa             | SC             | Chhattisgarh                   |                                                                                          |
| Nanabhau Patole                   |        | BJP    | Bhandara-Gondiya           | –              | Maharashtra                    |                                                                                          |
| Tapas Paul                        |        | AITC   | Krishnanagar               | –              | Westbengalen                   |                                                                                          |
| Savitri Bai Phule                 |        | BJP    | Bahraich                   | SC             | Uttar Pradesh                  |                                                                                          |
| Aparupa Poddar                    |        | AITC   | Arambagh                   | SC             | Westbengalen                   |                                                                                          |
| Ramesh Pokhriyal                  |        | BJP    | Haridwar                   | –              | Uttarakhand                    |                                                                                          |
| K. R. P. Prabakaran               |        | AIADMK | Tirunelveli                | –              | Tamil Nadu                     |                                                                                          |
| Nagendra Kumar Pradhan            |        | BJD    | Sambalpur                  | –              | Odisha                         |                                                                                          |
| Bhagirath Prasad                  |        | BJP    | Bhind                      | SC             | Madhya Pradesh                 |                                                                                          |
| Krishna Pratap                    |        | BJP    | Jaunpur                    | –              | Uttar Pradesh                  |                                                                                          |
| N. K. Premachandran               |        | RSP    | Kollam                     | –              | Kerala                         |                                                                                          |
| Ashok Gajapathi Raju Pusapati     |        | TDP    | Vizianagaram               | –              | Andhra Pradesh                 |                                                                                          |
| C. S. Puttaraju                   |        | JD(S)  | Mandya                     | –              | Karnataka                      |                                                                                          |
| Vithalbhai Hansrajbhai Radadiya   |        | BJP    | Porbandar                  | –              | Gujarat                        |                                                                                          |
| Pon. Radhakrishnan                |        | BJP    | Kanyakumari                | –              | Tamil Nadu                     |                                                                                          |
| R. Radhakrishnan                  |        | AINRC  | Puducherry                 | –              | Puducherry                     |                                                                                          |
| T. Radhakrishnan                  |        | AIADMK | Virudhunagar               | –              | Tamil Nadu                     |                                                                                          |
| M. K. Raghavan                    |        | INC    | Kozhikode                  | –              | Kerala                         |                                                                                          |
| Nityanand Rai                     |        | BJP    | Ujiarpur                   | –              | Bihar                          |                                                                                          |
| Prem Das Rai                      |        | SDF    | Sikkim                     | –              | Sikkim                         |                                                                                          |
| Krihna Raj                        |        | BJP    | Shahjahanpur               | SC             | Uttar Pradesh                  |                                                                                          |
| Udit Raj                          |        | BJP    | North West Delhi           | SC             | Delhi                          |                                                                                          |
| Harinarayan Rajbhar               |        | BJP    | Ghosi                      | –              | Uttar Pradesh                  |                                                                                          |
| S. Rajendran                      |        | AIADMK | Viluppuram                 | SC             | Tamil Nadu                     |                                                                                          |
| M. B. Rajesh                      |        | CPI(M) | Palakkad                   | –              | Kerala                         |                                                                                          |
| Pratyusha Rajeswari               |        | BJD    | Kandhamal                  | –              | Odisha                         | Nachwahl am 15. Oktober 2014.                                                            |
| Manoj Rajoria                     |        | BJP    | Karauli-Dholpur            | SC             | Rajasthan                      |                                                                                          |
| Mukesh Rajput                     |        | BJP    | Farrukhabad                | –              | Uttar Pradesh                  |                                                                                          |
| Gokaraju Ganga Raju               |        | BJP    | Narsapuram                 | –              | Andhra Pradesh                 |                                                                                          |
| Janak Ram                         |        | BJP    | Gopalganj                  | SC             | Bihar                          |                                                                                          |
| Sona Ram                          |        | BJP    | Barmer                     | –              | Rajasthan                      |                                                                                          |
| Vishnu Dayal Ram                  |        | BJP    | Palamau                    | SC             | Jharkhand                      |                                                                                          |
| K. N. Ramachandran                |        | AIADMK | Sriperumbudur              | –              | Tamil Nadu                     |                                                                                          |
| Mullappally Ramachandran          |        | INC    | Vadakara                   | –              | Kerala                         |                                                                                          |
| Anbumani Ramadoss                 |        | PMK    | Dharmapuri                 | –              | Tamil Nadu                     |                                                                                          |
| Rajesh Ranjan                     |        | RJD    | Madhepura                  | –              | Bihar                          |                                                                                          |
| Ranjeet Ranjan                    |        | INC    | Supaul                     | –              | Bihar                          |                                                                                          |
| Inderjit Singh Rao                |        | BJP    | Gurgaon                    | –              | Haryana                        |                                                                                          |
| K. Chandrashekar Rao              |        | TRS    | Medak                      | –              | Telangana                      | Am 26. Mai 2014 zurückgetreten.                                                          |
| Konakalla Narayana Rao            |        | TDP    | Machilipatnam              | –              | Andhra Pradesh                 |                                                                                          |
| Maganti Venkateshwara Rao         |        | TDP    | Eluru                      | –              | Andhra Pradesh                 |                                                                                          |
| Muttamsetti Srinivasa Rao         |        | TDP    | Anakapalli                 | –              | Andhra Pradesh                 |                                                                                          |
| Dipsinh Shankarsinh Rathod        |        | BJP    | Sabarkantha                | –              | Gujarat                        |                                                                                          |
| Hariom Singh Rathore              |        | BJP    | Rajsamand                  | –              | Rajasthan                      |                                                                                          |
| Rajyavardhan Singh Rathore        |        | BJP    | Jaipur Rural               | –              | Rajasthan                      |                                                                                          |
| Ramsinh Rathwa                    |        | BJP    | Chhota Udaipur             | ST             | Gujarat                        |                                                                                          |
| Vinayak Raut                      |        | SHS    | Ratnagiri-Sindhudurg       | –              | Maharashtra                    |                                                                                          |
| Paresh Rawal                      |        | BJP    | Ahmedabad East             | –              | Gujarat                        |                                                                                          |
| Priyanka Singh Rawat              |        | BJP    | Barabanki                  | SC             | Uttar Pradesh                  |                                                                                          |
| Bishnu Pada Ray                   |        | BJP    | Andamanen und Nikobaren    | –              | Andamanen und Nikobaren        |                                                                                          |
| Ravindra Kumar Ray                |        | BJP    | Kodarma                    | –              | Jharkhand                      |                                                                                          |
| Sambasiva Rao Rayapati            |        | TDP    | Narasaraopet               | –              | Andhra Pradesh                 |                                                                                          |
| J. C. Divakar Reddi               |        | TDP    | Anantapur                  | –              | Andhra Pradesh                 |                                                                                          |
| A. P. Jithender Reddy             |        | TRS    | Mahbubnagar                | –              | Telangana                      |                                                                                          |
| Ch. Malla Reddy                   |        | TDP    | Malkajgiri                 | –              | Telangana                      |                                                                                          |
| Gutha Sukhender Reddy             |        | INC    | Nalgonda                   | –              | Telangana                      |                                                                                          |
| K. Prabhakar Reddy                |        | TRS    | Medak                      | –              | Telangana                      | Nachwahl am 13. September 2014.                                                          |
| Konda Vishweshwar Reddy           |        | TRS    | Chevella                   | –              | Telangana                      |                                                                                          |
| Mekapati Rajamohan Reddy          |        | YSRCP  | Nellore                    | –              | Andhra Pradesh                 |                                                                                          |
| Ponguleti Srinivasa Reddy         |        | YSRCP  | Khammam                    | –              | Telangana                      |                                                                                          |
| P. V. Midhun Reddy                |        | YSRCP  | Rajampet                   | –              | Andhra Pradesh                 |                                                                                          |
| S. P. Y. Reddy                    |        | YSRCP  | Nandyal                    | –              | Andhra Pradesh                 |                                                                                          |
| Y. S. Avinash Reddy               |        | YSRCP  | Kadapa                     | –              | Andhra Pradesh                 |                                                                                          |
| Y. V. Subba Reddy                 |        | YSRCP  | Ongole                     | –              | Andhra Pradesh                 |                                                                                          |
| Rekhra                            |        | BJP    | Dhaurahra                  | –              | Uttar Pradesh                  |                                                                                          |
| Butta Renuka                      |        | YSRCP  | Kurnool                    | –              | Andhra Pradesh                 |                                                                                          |
| Kiren Rijiju                      |        | BJP    | Arunachal West             | ST             | Arunachal Pradesh              |                                                                                          |
| Neiphiu Rio                       |        | NPF    | Nagaland                   | ST             | Nagaland                       | Am 22. Februar 2018 zurückgetreten. Nachwahl am 9. August 2018: Tokheho Yepthomi (NDPP). |
| Charanjeet Singh Rori             |        | INLD   | Sirsa                      | SC             | Haryana                        |                                                                                          |
| Parthapratim Roy                  |        | AITC   | Cooch Behar                | –              | Westbengalen                   | Nachwahl am 19. November 2016.                                                           |
| Sandhya Roy                       |        | AITC   | Medinipur                  | –              | Westbengalen                   |                                                                                          |
| Satabdi Roy                       |        | AITC   | Birbhum                    | –              | Westbengalen                   |                                                                                          |
| Saugata Roy                       |        | AITC   | Dum Dum                    | –              | Westbengalen                   |                                                                                          |
| C. L. Ruala                       |        | INC    | Mizoram                    | ST             | Mizoram                        |                                                                                          |
| Rajiv Pratap Rudy                 |        | BJP    | Saran                      | –              | Bihar                          |                                                                                          |
| Chandu Lal Sahu                   |        | BJP    | Mahasamund                 | –              | Chhattisgarh                   |                                                                                          |
| Lakhan Lal Sahu                   |        | BJP    | Bilaspur                   | –              | Chhattisgarh                   |                                                                                          |
| Tamradhwaj Sahu                   |        | INC    | Durg                       | –              | Chhattisgarh                   |                                                                                          |
| Vishnu Deo Sai                    |        | BJP    | Raigarh                    | ST             | Chhattisgarh                   |                                                                                          |
| Raj Kumar Saini                   |        | BJP    | Kurukshetra                | –              | Haryana                        |                                                                                          |
| Mohammed Salim                    |        | CPI(M) | Raiganj                    | –              | Westbengalen                   |                                                                                          |
| Kulamani Samal                    |        | BJD    | Jagatsinghpur              | SC             | Odisha                         |                                                                                          |
| A. Sapath                         |        | CPI(M) | Attingal                   | –              | Kerala                         |                                                                                          |
| Vijay Sampla                      |        | BJP    | Hoshiarpur                 | SC             | Punjab                         |                                                                                          |
| Mamtaz Sanghamita                 |        | AITC   | Burdwan-Durgapur           | –              | Westbengalen                   |                                                                                          |
| P. A. Sangma                      |        | NPP    | Tura                       | ST             | Meghalaya                      | Am 4. März 2016 verstorben. Nachwahl am 19. Mai 2016: Conrad Sangma (NPP).               |
| Alok Sanjar                       |        | BJP    | Bhopal                     | –              | Madhya Pradesh                 |                                                                                          |
| Naba Kumar Sarania                |        | Unabh. | Kokrajhar                  | ST             | Assam                          |                                                                                          |
| Sumedhanand Saraswati             |        | BJP    | Sikar                      | –              | Rajasthan                      |                                                                                          |
| Uma Saren                         |        | AITC   | Jhargram                   | ST             | Westbengalen                   |                                                                                          |
| Ram Prasad Sarmah                 |        | BJP    | Tezpur                     | –              | Assam                          |                                                                                          |
| Rajeev Satav                      |        | INC    | Hingoli                    | –              | Maharashtra                    |                                                                                          |
| V. Sathyabama                     |        | AIADMK | Tiruppur                   | –              | Tamil Nadu                     |                                                                                          |
| Tathagata Satpathy                |        | BJD    | Dhenkanal                  | –              | Odisha                         |                                                                                          |
| Narendra Keshav Sawaikar          |        | BJP    | South Goa                  | –              | Goa                            |                                                                                          |
| Arvind Sawant                     |        | SHS    | Mumbai South               | –              | Maharashtra                    |                                                                                          |
| Jyotiraditya M. Scindia           |        | INC    | Guna                       | –              | Madhya Pradesh                 |                                                                                          |
| S. Selvakumara Chinnayan          |        | AIADMK | Erode                      | –              | Tamil Nadu                     |                                                                                          |
| Moon Moon Sen                     |        | AITC   | Bankura                    | –              | Westbengalen                   |                                                                                          |
| B. Senguttuvan                    |        | AIADMK | Vellore                    | –              | Tamil Nadu                     |                                                                                          |
| P. R. Senthilnathan               |        | AIADMK | Sivaganga                  | –              | Tamil Nadu                     |                                                                                          |
| Arjun Charan Sethi                |        | BJD    | Bhadrak                    | SC             | Odisha                         |                                                                                          |
| Mala Rajya Laxmi Shah             |        | BJP    | Tehri Garhwal              | –              | Uttarakhand                    |                                                                                          |
| M. I. Shanavas                    |        | INC    | Wayanad                    | –              | Kerala                         |                                                                                          |
| Mahesh Sharma                     |        | BJP    | Gautam Buddha Nagar        | –              | Uttar Pradesh                  |                                                                                          |
| Ram Kumar Sharma                  |        | RLSP   | Sitamarhi                  | –              | Bihar                          |                                                                                          |
| Ram Swaroop Sharma                |        | BJP    | Mandi                      | –              | Himachal Pradesh               |                                                                                          |
| Gajendrasingh Shekhawat           |        | BJP    | Jodhpur                    | –              | Rajasthan                      |                                                                                          |
| Gopal Shetty                      |        | BJP    | Mumbai North               | –              | Maharashtra                    |                                                                                          |
| Raju Shetty                       |        | SWP    | Hatkanangle                | –              | Maharashtra                    |                                                                                          |
| Rahul Shewale                     |        | SHS    | Mumbai South Central       | –              | Maharashtra                    |                                                                                          |
| Shrikant Shinde                   |        | SHS    | Kalyan                     | –              | Maharashtra                    |                                                                                          |
| Anil Shirole                      |        | BJP    | Pune                       | –              | Maharashtra                    |                                                                                          |
| Bharatiben Dhirubhai Shiyal       |        | BJP    | Bhavnagar                  | –              | Gujarat                        |                                                                                          |
| G. M. Siddeswara                  |        | BJP    | Davanagere                 | –              | Karnataka                      |                                                                                          |
| Janardhan Singh Sigriwal          |        | BJP    | Maharajganj                | –              | Bihar                          |                                                                                          |
| Pratap Simha                      |        | BJP    | Mysore                     | –              | Karnataka                      |                                                                                          |
| Abhishek Singh                    |        | BJP    | Rajnandgaon                | –              | Chhattisgarh                   |                                                                                          |
| Amarinder Singh                   |        | INC    | Amritsar                   | –              | Punjab                         |                                                                                          |
| Bahadur Singh Koli                |        | BJP    | Bharatpur                  | SC             | Rajasthan                      |                                                                                          |
| Bharat Singh                      |        | BJP    | Ballia                     | –              | Uttar Pradesh                  |                                                                                          |
| Bhola Singh                       |        | BJP    | Begusarai                  | –              | Bihar                          |                                                                                          |
| Bhola Singh                       |        | BJP    | Bulandshahr                | SC             | Uttar Pradesh                  |                                                                                          |
| Brij Bhusan Sharan Singh          |        | BJP    | Kaiserganj                 | –              | Uttar Pradesh                  |                                                                                          |
| Devendra Singh                    |        | BJP    | Akbarpur                   | –              | Uttar Pradesh                  |                                                                                          |
| Dushyant Singh                    |        | BJP    | Jhalawar-Baran             | –              | Rajasthan                      |                                                                                          |
| Ganesh Singh                      |        | BJP    | Satna                      | –              | Madhya Pradesh                 |                                                                                          |
| Giriraj Singh                     |        | BJP    | Nawada                     | –              | Bihar                          |                                                                                          |
| Gyan Singh                        |        | BJP    | Shahdol                    | ST             | Madhya Pradesh                 | Nachwahl am 19. November 2016.                                                           |
| Hemendra Chandra Singh            |        | BJD    | Kandhamal                  | –              | Odisha                         | Am 4. September 2014 verstorben.                                                         |
| Hukum Singh                       |        | BJP    | Kairana                    | –              | Uttar Pradesh                  |                                                                                          |
| Jitendra Singh                    |        | BJP    | Udhampur                   | –              | Jammu und Kashmir              |                                                                                          |
| Kirti Vardhan Singh               |        | BJP    | Gonda                      | –              | Uttar Pradesh                  |                                                                                          |
| Kuwar Harivansh Singh             |        | AD     | Pratapgarh                 | –              | Uttar Pradesh                  |                                                                                          |
| Lallu Singh                       |        | BJP    | Faizabad                   | –              | Uttar Pradesh                  |                                                                                          |
| Nagendra Singh                    |        | BJP    | Khajuraho                  | –              | Madhya Pradesh                 |                                                                                          |
| Nepal Singh                       |        | BJP    | Rampur                     | –              | Uttar Pradesh                  |                                                                                          |
| Pashupati Nath Singh              |        | BJP    | Dhanbad                    | –              | Jharkhand                      |                                                                                          |
| Prabhas Kumar Singh               |        | BJD    | Bargarh                    | –              | Odisha                         |                                                                                          |
| Radha Mohan Singh                 |        | BJP    | Purvi Champaran            | –              | Bihar                          |                                                                                          |
| Raj Kumar Singh                   |        | BJP    | Arrah                      | –              | Bihar                          |                                                                                          |
| Raj Nath Singh                    |        | BJP    | Lucknow                    | –              | Uttar Pradesh                  |                                                                                          |
| Rajveer Singh                     |        | BJP    | Etah                       | –              | Uttar Pradesh                  |                                                                                          |
| Rakesh Singh                      |        | BJP    | Jabalpur                   | –              | Madhya Pradesh                 |                                                                                          |
| Rama Kishore Singh                |        | LJP    | Vaishali                   | –              | Bihar                          |                                                                                          |
| Sadhu Singh                       |        | AAP    | Faridkot                   | SC             | Punjab                         |                                                                                          |
| Satya Pal Singh                   |        | BJP    | Baghpat                    | –              | Uttar Pradesh                  |                                                                                          |
| Satyapal Singh                    |        | BJP    | Sambhal                    | –              | Uttar Pradesh                  |                                                                                          |
| Sunil Kumar Singh                 |        | BJP    | Chatra                     | –              | Jharkhand                      |                                                                                          |
| Sushil Kumar Singh                |        | BJP    | Aurangabad                 | –              | Bihar                          |                                                                                          |
| Uday Pratap Singh                 |        | BJP    | Hoshangabad                | –              | Madhya Pradesh                 |                                                                                          |
| Vijay Kumar Singh                 |        | BJP    | Ghaziabad                  | –              | Uttar Pradesh                  |                                                                                          |
| Virendra Singh                    |        | BJP    | Bhadohi                    | –              | Uttar Pradesh                  |                                                                                          |
| Yashwant Singh                    |        | BJP    | Nagina                     | SC             | Uttar Pradesh                  |                                                                                          |
| Kalikesh Narayan Singh Deo        |        | BJD    | Bolangir                   | –              | Odisha                         |                                                                                          |
| Jayant Sinha                      |        | BJP    | Hazaribagh                 | –              | Jharkhand                      |                                                                                          |
| Manoj Sinha                       |        | BJP    | Ghazipur                   | –              | Uttar Pradesh                  |                                                                                          |
| Renuka Sinha                      |        | AITC   | Cooch Behar                | SC             | Westbengalen                   | Am 18. August 2016 verstorben.                                                           |
| Shatrughan Sinha                  |        | BJP    | Patna Sahib                | –              | Bihar                          |                                                                                          |
| Naramalli Sivaprasad              |        | TDP    | Chittoor                   | SC             | Andhra Pradesh                 |                                                                                          |
| Kirit P. Solanki                  |        | BJP    | Ahmedabad West             | SC             | Gujarat                        |                                                                                          |
| Kirit Somaiya                     |        | BJP    | Mumbai North East          | –              | Maharashtra                    |                                                                                          |
| Neelam Sonkar                     |        | BJP    | Lalganj                    | SC             | Uttar Pradesh                  |                                                                                          |
| Vinod Kumar Sonkar                |        | BJP    | Kaushambi                  | SC             | Uttar Pradesh                  |                                                                                          |
| Sarbananda Sonowal                |        | BJP    | Lakhimpur                  | ST             | Assam                          |                                                                                          |
| Shibu Soren                       |        | JMM    | Dumka                      | ST             | Jharkhand                      |                                                                                          |
| P. K. Sreemathi Teacher           |        | CPI(M) | Kannur                     | –              | Kerala                         |                                                                                          |
| Kadiyam Srihari                   |        | TRS    | Warangal                   | SC             | Telangana                      | Am 11. Juni 2015 zurückgetreten.                                                         |
| Kesineni Srinivas                 |        | TDP    | Vijayawada                 | –              | Andhra Pradesh                 |                                                                                          |
| B. Sriramulu                      |        | BJP    | Bellary                    | ST             | Karnataka                      |                                                                                          |
| Supriya Sule                      |        | NCP    | Baramati                   | –              | Maharashtra                    |                                                                                          |
| Balka Suman                       |        | TRS    | Peddapalle                 | SC             | Telangana                      |                                                                                          |
| P. R. Sundaram                    |        | AIADMK | Namakkal                   | –              | Tamil Nadu                     |                                                                                          |
| Babul Supriyo                     |        | BJP    | Asansol                    | –              | Westbengalen                   |                                                                                          |
| D. K. Suresh                      |        | INC    | Bangalore Rural            | –              | Karnataka                      |                                                                                          |
| Kodikunnil Suresh                 |        | INC    | Mavelikkara                | SC             | Kerala                         |                                                                                          |
| Lalu Kishore Swain                |        | BJD    | Aska                       | –              | Odisha                         |                                                                                          |
| Sushma Swaraj                     |        | BJP    | Vidisha                    | –              | Madhya Pradesh                 |                                                                                          |
| Ramdas Tadas                      |        | BJP    | Wardha                     | –              | Maharashtra                    |                                                                                          |
| Ajay Tamta                        |        | BJP    | Almora                     | SC             | Uttarakhand                    |                                                                                          |
| Kumar Singh Tanwar                |        | BJP    | Amroha                     | –              | Uttar Pradesh                  |                                                                                          |
| Rita Tarai                        |        | BJD    | Jajpur                     | SC             | Odisha                         |                                                                                          |
| Kamakhya Prasad Tasa              |        | BJP    | Jorhat                     | –              | Assam                          |                                                                                          |
| Rameswar Teli                     |        | BJP    | Dibrugarh                  | –              | Assam                          |                                                                                          |
| Anurag Singh Thakur               |        | BJP    | Hamirpur                   | –              | Himachal Pradesh               |                                                                                          |
| Kapil Krishna Thakur              |        | AITC   | Bangaon                    | SC             | Westbengalen                   | Am 13. Oktober 2014 verstorben.                                                          |
| Mamatabala Thakur                 |        | AITC   | Bangaon                    | SC             | Westbengalen                   | Nachwahl am 13. Februar 2015.                                                            |
| Savitri Thakur                    |        | BJP    | Dhar                       | ST             | Madhya Pradesh                 |                                                                                          |
| M. Thambidurai                    |        | AIADMK | Karur                      | –              | Tamil Nadu                     |                                                                                          |
| Shashi Tharoor                    |        | INC    | Thiruvananthapuram         | –              | Kerala                         |                                                                                          |
| K. V. Thomas                      |        | INC    | Ernakulam                  | –              | Kerala                         |                                                                                          |
| Dasrath Tikrey                    |        | AITC   | Alipurduars                | ST             | Westbengalen                   |                                                                                          |
| Manoj Tiwari                      |        | BJP    | North East Delhi           | –              | Delhi                          |                                                                                          |
| Narendra Singh Tomar              |        | BJP    | Gwalior                    | –              | Madhya Pradesh                 |                                                                                          |
| Sharad Tripathi                   |        | BJP    | Sant Kabir Nagar           | –              | Uttar Pradesh                  |                                                                                          |
| Dinesh Trivedi                    |        | AITC   | Barrackpore                | –              | Westbengalen                   |                                                                                          |
| Krupal Tumane                     |        | SHS    | Ramtek                     | SC             | Maharashtra                    |                                                                                          |
| Tasleem Uddin                     |        | RJD    | Araria                     | –              | Bihar                          |                                                                                          |
| M. Udhaya Kumar                   |        | AIADMK | Dindigul                   | –              | Tamil Nadu                     |                                                                                          |
| Manohar Untwal                    |        | BJP    | Dewas                      | SC             | Madhya Pradesh                 |                                                                                          |
| Vikram Dev Usendi                 |        | BJP    | Kanker                     | ST             | Chhattisgarh                   |                                                                                          |
| Liladhar Vaghela                  |        | BJP    | Patan                      | –              | Gujarat                        |                                                                                          |
| R. Vanaroja                       |        | AIADMK | Tiruvannamalai             | –              | Tamil Nadu                     |                                                                                          |
| Harsh Vardhan                     |        | BJP    | Chandni Chowk              | –              | Delhi                          |                                                                                          |
| M. Vasanthi                       |        | AIADMK | Tenkasi                    | SC             | Tamil Nadu                     |                                                                                          |
| Mansukhbhai Dhanjibhai Vasava     |        | BJP    | Bharuch                    | ST             | Gujarat                        |                                                                                          |
| Parbhubhai Nagarbhai Vasava       |        | BJP    | Bardoli                    | ST             | Gujarat                        |                                                                                          |
| Varaprasad Rao Velagapalli        |        | YSRCP  | Tirupati                   | SC             | Andhra Pradesh                 |                                                                                          |
| T. G. Venkatesh Babu              |        | AIADMK | Chennai North              | –              | Tamil Nadu                     |                                                                                          |
| K. C. Venugopal                   |        | INC    | Alappuzha                  | –              | Kerala                         |                                                                                          |
| P. Venugopal                      |        | AIADMK | Tiruvallur                 | SC             | Tamil Nadu                     |                                                                                          |
| Anshul Verma                      |        | BJP    | Hardoi                     | SC             | Uttar Pradesh                  |                                                                                          |
| Bhanu Pratap Singh Verma          |        | BJP    | Jalaun                     | SC             | Uttar Pradesh                  |                                                                                          |
| Parvesh Verma                     |        | BJP    | West Delhi                 | –              | Delhi                          |                                                                                          |
| Rajesh Verma                      |        | BJP    | Sitapur                    | –              | Uttar Pradesh                  |                                                                                          |
| Rajan Vichare                     |        | SHS    | Thane                      | –              | Maharashtra                    |                                                                                          |
| S. R. Vijayakumar                 |        | AIADMK | Chennai Central            | –              | Tamil Nadu                     |                                                                                          |
| Chintaman Wanga                   |        | BJP    | Palghar                    | ST             | Maharashtra                    |                                                                                          |
| Dharmendra Akshay                 |        | SP     | Firozabad                  | –              | Uttar Pradesh                  |                                                                                          |
| Dharmendra Yadav                  |        | SP     | Badaun                     | –              | Uttar Pradesh                  |                                                                                          |
| Dimple Yadav                      |        | SP     | Kannauj                    | –              | Uttar Pradesh                  |                                                                                          |
| Hukm Deo Narayan Yadav            |        | BJP    | Madhubani                  | –              | Bihar                          |                                                                                          |
| Jai Prakash Narayan Yadav         |        | RJD    | Banka                      | –              | Bihar                          |                                                                                          |
| Laxmi Narayan Yadav               |        | BJP    | Sagar                      | –              | Madhya Pradesh                 |                                                                                          |
| Mulayam Singh Yadav               |        | SP     | Azamgarh                   | –              | Uttar Pradesh                  |                                                                                          |
| Mulayam Singh Yadav               |        | SP     | Mainpuri                   | –              | Uttar Pradesh                  | Trat den Sitz nicht an, da er zugleich auch im Wahlkreis Azamgarh gewählt worden war.    |
| Om Prakash Yadav                  |        | BJP    | Siwan                      | –              | Bihar                          |                                                                                          |
| Ram Kripal Yadav                  |        | BJP    | Pataliputra                | –              | Bihar                          |                                                                                          |
| Tej Pratap Singh Yadav            |        | SP     | Mainpuri                   | –              | Uttar Pradesh                  | Nachwahl am 13. September 2014.                                                          |
| B. S. Yeddyurappa                 |        | BJP    | Shimoga                    | –              | Karnataka                      |                                                                                          |